# Aleksandar Demonjić
Aleksandar Demonjić (* 2. Juli 1995) ist ein bosnischer Fußballspieler.

## Karriere
Demonjić wechselte zur Saison 2016/17 vom FK Mladost Velika Obarska nach Österreich zum siebtklassigen ASK Loosdorf. Für Loosdorf kam er zu zwölf Einsätzen in der 1. Klasse, in denen er neun Tore erzielte. Im Januar 2017 wechselte er zurück nach Bosnien und schloss sich dem Zweitligisten HNK Orašje an. Aufgrund eines Fehlers blieb er allerdings auch in Österreich bei Loosdorf gemeldet. Für Orašje kam er zu zehn Einsätzen in der Prva Liga FBiH. Zur Saison 2017/18 wechselte er zum FK Modriča Maxima.
Zur Saison 2018/19 kehrte Demonjić wieder nach Loosdorf zurück. Im September 2018 fiel den Verantwortlichen des Vereins schließlich auf, dass der Bosnier sowohl in seiner Heimat als auch in Loosdorf parallel aktiv war, woraufhin sie beim niederösterreichischen Verband Selbstanzeige erstatteten. Dennoch durfte der Stürmer zunächst weiterhin eingesetzt werden, sodass er bis zur Winterpause zu zehn Einsätzen in der 1. Klasse kam, in denen er 15 Tore erzielte. Im November 2018 wurde er schließlich für 13 Partien gesperrt – die Länge der gesamten Rückrunde.
Nach dem Ablauf der Sperre wechselte er zur Saison 2019/20 zum achtklassigen SV Leiben. Für Leiben kam er bis zum COVID-bedingten Saisonabbruch zu elf Einsätzen in der 2. Klasse, in denen er 23 Tore machte. Zur Saison 2020/21 kehrte er zum inzwischen zweitklassigen FK Modriča Maxima nach Bosnien zurück. Für den Verein kam er in jener Spielzeit zu 29 Einsätzen in der Prva Liga RS, in denen er neun Tore machte. Im August 2021 wechselte er erneut nach Österreich, diesmal zum Zweitligisten SK Vorwärts Steyr. Sein Debüt in der 2. Liga gab er im September 2021, als er am siebten Spieltag der Saison 2021/22 gegen die Young Violets Austria Wien in der Startelf stand. Insgesamt kam er zu sieben Zweitligaeinsätzen in Steyr. Im Dezember 2021 wurde sein Vertrag bei den Oberösterreichern aufgelöst.
Daraufhin kehrte er im Februar 2022 nach Bosnien zurück und wechselte zum Zweitligisten NK Vis Simm-Bau.